# Бриц, Станислав Георгиевич
Станислав Георгиевич Бриц (пол. Bryc Stanisław s Jerzego; 16 апреля 1891, Двинск — неизвестно) — башкирский военный, член башкирского военного совета. Один из 13 польских офицеров, воевавших в годы Гражданской войны на стороне Башкурдистана.

## Биография
Родился 16 апреля 1891 года в городе Двинск (ныне латвийский Даугавпилс), Витебской губернии в семье офицера. Этнический поляк, католик.
В 1900-1910 годах учился в двинском реальном училище. Затем учился с 1910 по 1913 год учился в Петербургском институте психоневрологии, а с 1913 по 1916 год в СПБГУ.
Одновременно с 1911 по 1916 являлся заведующим редакцией «Инженерного журнала» в Санкт-Петербурге.
В 1917 году окончил Владимирское военное училище в звании прапорщика. В этом же году проходил службу в 105-м Западном пехотном полку.
В марте 1917 года стал членом иркутского совета офицеров. С апреля того же года являлся членом Президиума Совета депутатов и исполкома солдат и офицеров.
С августа 1917 года комиссар Временного правительства в Орске.

## На службе башкирской армии
Как пишет основатель Башкурдистана, лидер башкирского национального движения Ахмет Заки Валиди в своих «Воспоминаниях», Станислав Бриц являлся одним из тех польских офицеров, который поддерживал идею башкирской автономии и способствовал её реализации. Он отнёс Станислава Брица к числу заслуживающих особого уважения.
В январе 1918 года началось формирование 1-го башкирского полка. Была сформирована специальная группа, куда помимо представителей башкирского правительства и офицерства, были также включены польские офицеры, включая Станислава Брица. Лично он выделил на формирование полка 60 тысяч рублей и 300 винтовок.
В марте 1918 года большевики устраивают баймакский расстрел, где были расстреляны также польские офицеры, но Станиславу Брицу расстрела избежать удалось. Вместе с Амиром Карамышевым и Ахмедуллой Беешевым продолжил формировать башкирские добровольческие отряды и стал одним из главных лидеров башкирского партизанского движения.
С июня 1918 года являлся членом башкирского военного совета. В этом же году становится помощником командира 1-го башкирского кавалерийского полка.
В дальнейшем башкирское правительство направила его в Самару вместе с Муллаяном Халиковым, чтобы установить связи с комитетом членов Учредительного собрания. Переговоры прошли успешно, и помимо своей поддержки, комитет также выделил необходимые средства и вооружения для башкирской армии.
В сентябре 1918 года был назначен помощником начальника военной полиции башкирского правительства.
Его звание неизвестно. В мемуарах Валиди он фигурировал как капитан и как полковник. Дальнейшая его судьба неизвестна.